# عین یوسف
عین یوسف (به عربی: عين يوسف) یک شهرداری در الجزایر است که در استان تلمسان واقع شده‌است.
 عین یوسف  ۱۳٬۲۳۴ نفر جمعیت دارد.